# Leptothrix hardyi
Genre
Synonymes
- Phaulothrix Bertkau, 1885

Espèce
Synonymes
- Walckenaera hardii Blackwall, 1850
- Leptothrix clavipes Menge, 1869

Leptothrix hardyi, unique représentant du genre Leptothrix, est une espèce d'araignées aranéomorphes de la famille des Linyphiidae.

## Distribution
Cette espèce se rencontre en zone paléarctique.

## Publications originales
- Blackwall, 1850 : Descriptions of some newly discovered species and characters of a new genus of Araneida. Annals and Magazine of Natural History, sér. 2, vol. 6, p. 336-344 (texte intégral).
- Menge, 1869 : Preussische Spinnen. III Abteilung. Schriften der Naturforschenden Gesellschaft in Danzig, vol. 2, p. 219-264 (texte intégral).